# 哈默森
哈默森是德国下萨克森州的一个市镇。总面积13.61平方公里，总人口464人，其中男性224人，女性240人（2011年12月31日），人口密度34人/平方公里。